# コソボとハンガリーの関係

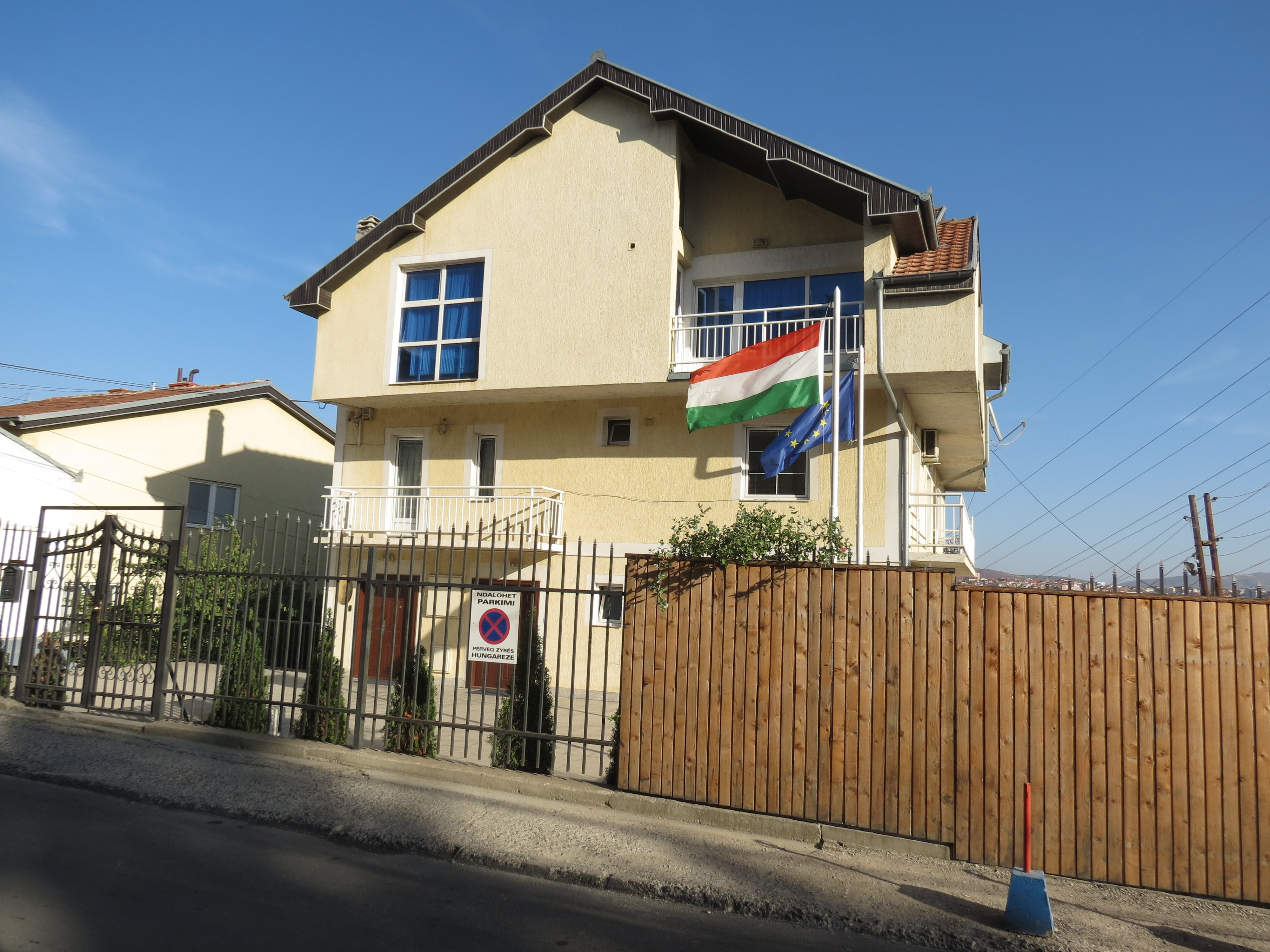
駐コソボハンガリー大使館

本稿では、2008年に独立を宣言して以降の「コソボ共和国」とハンガリーとの「二国間関係」について記述する。
コソボは2008年2月17日にセルビアからの独立を宣言し、ハンガリーはそれを2008年3月19日に承認した。プリシュティナに駐コソボハンガリー大使館がある。

## 軍隊
ハンガリーは現在NATOのコソボ治安維持部隊として353人の軍隊を送っている。